# Brisk Fingaz
Brisk Fingaz (* 25. September 1980 in Hildesheim; bürgerlich Kai Aschemann) ist ein deutscher Hip-Hop-Produzent aus Hannover.

## Werdegang
Brisk Fingaz wurde im Herbst 1980 unter dem Namen Kai Aschemann in Hildesheim geboren. Über Graffiti fand er den Zugang zur Subkultur des Hip-Hop. Musikalisch prägten ihn zunächst Die Fantastischen Vier, deren Werk Jetzt geht’s ab sein erstes Album darstellte. Anschließend avancierte DJ Premier zu seinem Vorbild. Später folgten Rapper wie Mobb Deep, Wu-Tang Clan und Cypress Hill sowie die Produzenten Havoc, Pete Rock, Just Blaze oder The Alchemist. Mit 16 Jahren lernte Aschemann DJ CSP kennen, der ihm die Grundtechniken des DJings beibrachte, woraufhin er sich für eigene Produktionen die Digital Audio Workstation Samplitude Pro X zulegte. Er arbeitet vor allem mit Samples, die er etwa aus dem Genre des Progressive Rock bezieht. Mithilfe eines Keyboards spielt er Instrumente wie Bass, Streicher und Gitarren auf das Sample ein. Zum Teil unterstützen ihn auch Studiomusiker. 2001 arbeitete er erstmals unter dem Pseudonym Brisk Fingaz mit dem Rapper Spax zusammen. Nach der Remix-EP Perspektiven und Relationen steuerte er den Großteil der Instrumentals zu Engel & Ratten bei. Im Folgenden begann Brisk Fingaz zunehmend für die Alben bekannterer Rapper zu produzieren. So beteiligte er sich an Rücken zur Wand von Franky Kubrick, Die linke und rechte Hand Gottes von Snaga & Pillath, Damals wie heute von Donato, Die John Bello Story von Kool Savas und Palwolf von Pal One.
Im März 2005 erschien unter dem Titel Gegenwind das erste Produzentenalbum von Brisk Fingaz über das Frankfurter Label Starting Lineup Records. Für dieses hatte er Songs mit F.R., Later One, Pillath, Beneluxus, Mr. Knight, EF-EL-OH, Noz, Egocentrik, ZM Jay Lord, Stress & Trauma, Saddam Syed, Faust, Maze und mnemonic aufgenommen. Anschließend entstand gemeinsam mit Warheit-Rapper Lunafrow das Mixtape Innere Konflikte, das im Oktober 2005 veröffentlicht wurde. Als ausführender Produzent übernahm er unter anderem die Abmischung und das Mastering von Mr. Knights Album Rettet die Welt. Es folgten Produktionen für Mittelweg von F.R., Mein Moneyfest von Franky Kubrick, Insallah von Manuellsen, Deluxe von Kopf bis Fuß von Samy Deluxe, Eine Frage der Ehre von Snaga & Pillath, Ich bin deutscher Hip-Hop von Sentino und Game Over von Azad. Letztgenannter nahm den Hildesheimer Ende 2006 bei seinem Label Bozz Music unter Vertrag.
In den folgenden zwei Jahren beteiligte sich Brisk Fingaz als Produzent an zahlreichen Alben. So wirkte er an Aus Liebe zum Spiel von Snaga & Pillath, City of God von Godsilla, Schmutzige Euros 2 von King Orgasmus One und Godsilla, Jack is back von Patrick mit Absicht, Blockschrift von Azad, Das ist meine Welt (ihr lebt nur darin) von Manuellsen, Hin Zur Sonne von Casper, Echte Musik von Jonesmann, Unter der Sonne von Chakuza, Gehirnwäsche von JokA, Vorsicht, Stufe! von F.R. und Ein Mann, ein Wort von Massiv mit. Im November 2008 veröffentlichte Bozz Music Brisk Fingaz zweites Album Einzelkämpfer, auf dem unter anderem Kool G Rap, Curse, Morlockk Dilemma, Griot, Damion Davis, Germany, Jeyz und Sera Finale vertreten sind. Neben der Produktion gewann er auch selbst die beteiligten Rapper für das Projekt und übernahm die Nachbereitung in Form der Abmischung und des Masterings. Das in Zusammenarbeit mit Godsilla entstandene Stück Schicksal wurde zudem als Musikvideo umgesetzt. Nachdem er noch mit Azad an Azphalt Inferno und Assassin gearbeitet hatte, verlor Brisk Fingaz durch die Schließung von Bozz Music Ende 2009 seinen Künstlervertrag.
Als freier Produzent wirkte Brisk Fingaz im Folgenden an Meine Zeit und Der Ghettotraum in Handarbeit von Massiv, Azzlack Stereotyp von Haftbefehl und Der letzte Tag deines Lebens von Farid Bang mit. 2012 erhielt er für seine Mitarbeit am Album À la poursuite du bonheur des französischen Pop- und R'n'B-Sängers M. Pokora eine dreifach Platin-Auszeichnung in Frankreich und eine Platin-Auszeichnung in Belgien. Für das 2013 erschienene Album Jung, brutal, gutaussehend 2 der Künstler Kollegah und Farid Bang produzierte er vier Stücke. Mit den Songs Du Kennst Den Westen und Dissen Aus Prinzip war er für die musikalische Untermalung zweier Singleauskopplungen verantwortlich. Das Album stieg mit 80.000 verkauften Einheiten in der ersten Woche auf Platz 1 der Album-Charts in Deutschland ein. Auch in Österreich und in der Schweiz konnte das Album Platz 1 der Album-Charts erreichen. In Deutschland und Österreich wurde Jung, brutal, gutaussehend 2 jeweils mit einer Goldene Schallplatte ausgezeichnet.
Mit Nu Eta Da und Masta von Olexesh, Neue Deutsche Welle 2 und Keiner kommt klar mit mir von Fler, Mama von MoTrip und Leben II von Azad wirkte er an weiteren bekannten deutschen Rap-Alben mit. Ab 2016 arbeitete Brisk Fingaz wieder verstärkt mit dem Rapper Spax zusammen. 2016 erschien die gemeinsame EP Privatvorstellung. Im selben Jahr veröffentlicht er in Zusammenarbeit mit Gee Futuristic das gemeinsame Album mit dem Hannoveraner Straßenrapper Sinan49. Ein Jahr später veröffentlichten die beiden Hip-Hop-Musiker das Projekt Wahrheit. Ende Oktober 2018 folgte die über recordJet vertriebene EP Vintage, die er gemeinsam mit dem britischen Rapper KC Da Rookee aufgenommen hatte.

## Diskografie
Alben
| Jahr | Titel                       | Musiklabel              | Anmerkungen                         |
| ---- | --------------------------- | ----------------------- | ----------------------------------- |
| 2001 | Perspektiven und Relationen | Universal               | Remix-EP mit Spax                   |
| 2005 | Gegenwind                   | Starting Lineup Records | Soloalbum                           |
| 2005 | Innere Konflikte            | Starting Lineup Records | Mixtape mit Lunafrow                |
| 2007 | The Unbeatablez             | Bozz Music              | Album mit Sti, Shuko und PhreQuincy |
| 2008 | Einzelkämpfer               | Bozz Music              | Soloalbum                           |
| 2016 | Privatvorstellung           | FY                      | EP mit Spax                         |
| 2017 | Wahrheit                    | FY                      | EP mit Spax                         |
| 2018 | Vintage                     | Self-Release            | EP mit KC Da Rookee                 |
| 2019 | Diamanten & Pechstein       | FY                      | Album mit Spax                      |
| 2021 | Camouflage & beige Timbs    | Self-Release            | Album mit Blood Spencore            |